# Олівер Вінне-Гріффіт
Олівер Вінне-Гріффіт (англ. Oliver Wynne-Griffith, нар. 29 травня 1994) — британський веслувальник, срібний призер Олімпійських ігор 2024 року, бронзовий призер Олімпійських ігор 2020 року, чемпіон Європи.

## Виступи на Олімпіадах
| Олімпіада  | Дисципліна | Місце |
| ---------- | ---------- | ----- |
| Токіо 2020 | вісімки    | 3     |
| Париж 2024 | двійки     | 2     |

## Зовнішні посилання
- Олівер Вінне-Гріффіт на сайті FISA.